# Amália de Oldemburgo
Amália Maria Frederica (Oldemburgo, 21 de dezembro de 1818 — Bamberg, 20 de maio de 1875) foi a esposa do rei Oto e Rainha Consorte da Grécia de 1836 até 1862. Era filha de Augusto, Grão-Duque de Oldemburgo e Adelaide de Anhalt-Bernburg-Schaumburg-Hoym.

## Família
Amália era a filha mais velha do grão-duque Augusto de Oldemburgo e da princesa Adelaide de Anhalt-Bernburg-Schaumburg-Hoym. Os seus avós paternos eram o grão-duque Pedro I de Oldemburgo e a princesa Frederica de Württemberg. Os seus avós maternos eram o príncipe Vítor II, Príncipe de Anhalt-Bernburg-Schaumburg-Hoym e a princesa Amália Carlota de Nassau-Weilburg.

## Influência na moda

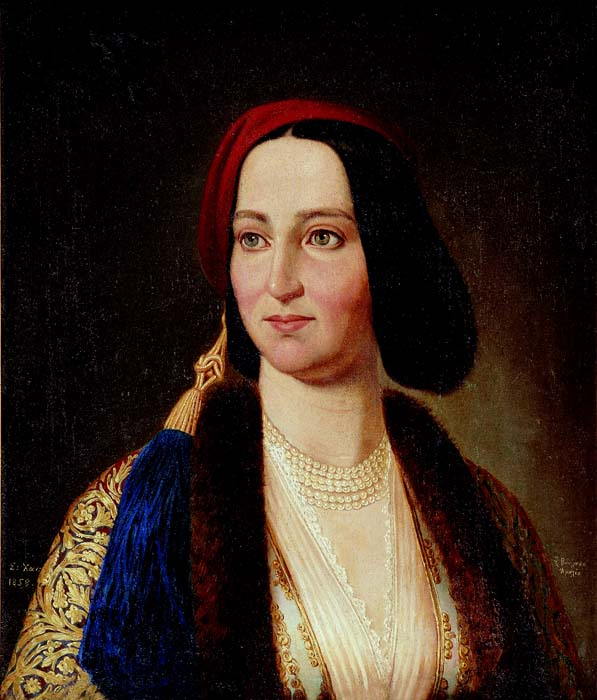
Amália com o traje tradicional grego, criado por ela.

Quando Amália chegou à Grécia como rainha-consorte em 1837 teve um impacto imediato na vida social e na moda da época. Percebeu que o seu guarda-roupa teria de incorporar as tradições do seu novo povo, por isso criou um vestido de corte de estilo romântico tradicional que se tornou no traje nacional grego que, até aos dias de hoje, é conhecido como o vestido Amália. Tem um estilo bizantino, de corte largo, uma camisa branca de algodão ou linho frequentemente decorada com renda no pescoço e nos punhos sobre a qual se veste um casaco ou uma túnica ricamente trabalhados, normalmente azul-escuro ou cor-de-veludo. A saia dava pelos tornozelos com uma plissada de seda normalmente azul. Completava-se com um manto suave com um pensão longo dourado de seda, usado normalmente pelas mulheres casadas ou com um kalpaki para as mulheres solteiras e, por vezes, com um véu negro para usar na igreja. Este vestido tornou-se no traje tradicional de todas as mulheres citadinas tanto no Império Otomano como nos Balcãs até ao norte de Belgrado.

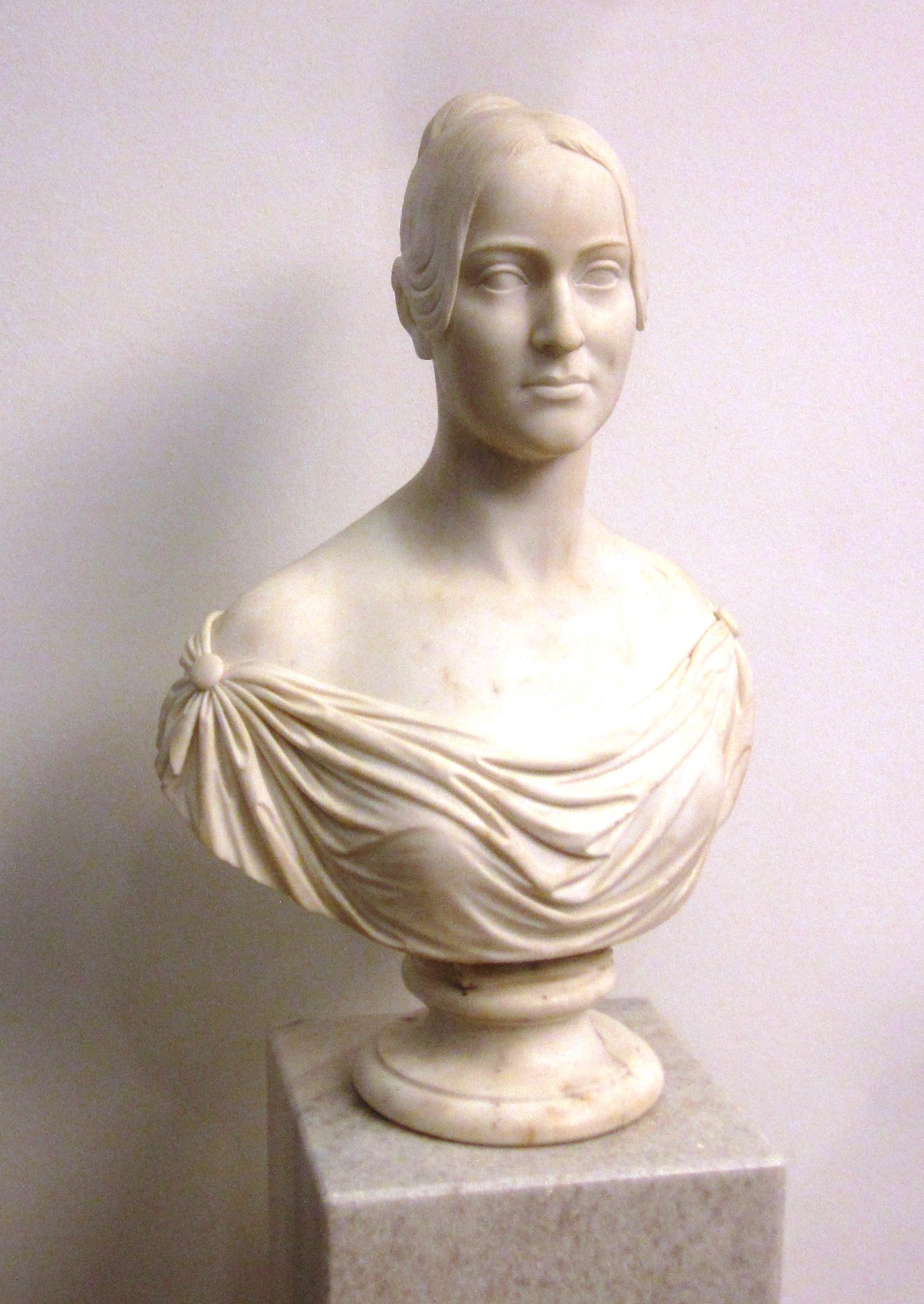
Busto de Amália.

Nos primeiros anos da nova monarquia, a rainha Amália, com a sua beleza e vivacidade, trouxe um espírito de moda inteligente e progresso ao seu país empobrecido. Trabalhou muito para a melhoria das suas condições sociais e na criação dos jardins de Atenas, conquistando assim os corações dos gregos com a sua beleza refrescante. A cidade de Amaliás in Elis e a aldeia de Amaliapolis na Magnesia foram baptizadas em honra da rainha e também foi ela que introduziu a árvore de Natal na tradição grega.

## Atividade política
À medida que o rei Otto e os seus conselheiros da Baviera se embrenhavam mais em lutas de poder com as forças políticas gregas, a rainha foi-se envolvendo mais na política. Tornou-se alvo de ataques violentos quando decidiu fazê-lo e a sua imagem sofreu ainda mais quando não foi capaz de providenciar um herdeiro para a coroa. Também manteve a sua fé protestante num país quase universalmente ortodoxo.

## Tentativa de assassinato
Em Fevereiro de 1861, um estudante universitário chamado Aristeidis Dosios, filho do político Konstantinos Dosios, tentou assassinar a rainha e falhou. Foi condenado à morte, mas Amália interveio e a pena foi diminuída para prisão perpétua. O jovem foi louvado como um herói em certas facções, mas a tentativa de assassinato também provocou uma onda de compaixão para com o casal real entre o povo grego. Pouco mais de um ano depois, quando o casal estava de visita a Peloponnese, houve uma revolta em Atenas. Os poderes centrais que tinham apoiado Otto pressionaram-no a não resistir e o seu reinado chegou ao fim. O casal partiu da Grécia a bordo de um navio de guerra britânico com os objectos de valor gregos que tinham levado com eles.

## Exílio e morte
O rei Oto e a rainha Amália passaram o resto da vida exilados na Baviera onde tinham por hábito falar grego todos os dias entre as 6 e as 8 da tarde para recordar os seus tempos na Grécia.
A rainha Amália morreu em Bamberg em 1875 e foi enterrada em Munique junto do marido.